# 150e division de fusiliers (2e formation)
Pour les articles homonymes, voir 150e division.
La 150e division de fusiliers (en russe : 150-я стрелковая дивизия, abrégé en 150 сд), est une grande unité d'infanterie de l'Armée rouge pendant la Seconde Guerre mondiale.

## Historique
Une première 150e division de fusiliers est créée en septembre 1939 et disparaît en mai-juin 1942 dans la seconde bataille de Kharkov.
La nouvelle 150e division de fusiliers est formée à Tourga (ru) dans le district militaire sibérien le 23 juillet 1942, sur la base de la 1re division de volontaires sibériens. L'unité est composée de plus de 10 000 hommes provenant des usines sibériennes et des gisements houillers du Kouzbass et de 1 460 vétérans de combat. Au 1er septembre, elle compte 13 754 personnes, dont 43,8 pour cent sont des membres du Parti communiste ou des Komsomols. Après deux semaines, elle est affectée au 6e corps de fusiliers « volontaires sibériens » et commence à se déplacer par chemin de fer vers des camps près de Moscou où elle reçoit les dernières troupes de soutien et de transport. Le 30 septembre, le 150e commence une marche de 170 km pour rejoindre près de Bely la 22e armée du front de Kalinine.
Au cours de la deuxième offensive de Rjev-Sytchiovka (opération Mars), la 150e division et le 6e corps de fusiliers sont considérées comme des unités d'élite, fidèles à Staline. Le 6 janvier 1943, la division est retirée de la ligne de font et déplacée par chemin de fer vers la région de Velikié Louki, où elle est affectée au 5e corps de fusiliers de la Garde pendant les derniers jours de la bataille pour cette ville, puis le 25 organise une traversée d'assaut des rivières Lovat et Loknia (en). À la mi-février, elle retourne dans le 6e corps de la 22e armée. Au cours des deux mois suivants, elle combat dans la région de Kholm, immobilisant les forces allemandes évacuant la poche de Demiansk. Le 16 avril, le haut commandement suprême récompense le 6e corps de fusiliers « volontaires sibériens » en le transformant en corps de la Garde, et trois jours plus tard, la 150e division devient la 22e division de fusiliers de la Garde (2e formation) (ru) .
Une troisième 150e division de fusiliers est recréée en septembre 1943. C'est cette division qui planta la Bannière de la Victoire sur le Reichstag.